# Giampiero Ventura
Giampiero Ventura (n. 14 ianuarie 1948, Genova, Italia) este un fotbalist italian retras din activitate, care a jucat pe post de mijlocaș la echipe ca Enna⁠(d), U.S.D. Novese⁠(d) și A.S.D. Sanremese⁠(d). După încheierea carierei, a devenit antrenor, și a antrenat, printre altele, Torino, Cagliari și Pistoiese FC⁠(d).

## Statistici antrenor
La 13 noiembrie 2017.
| Club          | Țară   | Început      | Sfârșit          | Record | Record | Record | Record | Record     |
| Club          | Țară   | Început      | Sfârșit          | M      | V      | R      | Î      | Victorii % |
| ------------- | ------ | ------------ | ---------------- | ------ | ------ | ------ | ------ | ---------- |
| Napoli        | Italia | 2004         | 2005             | 34     | 17     | 10     | 7      | 50         |
| Messina       | Italia | 2006         | 2006             | 6      | 1      | 0      | 5      | 16,67      |
| Hellas Verona | Italia | 2006         | 2007             | 26     | 10     | 8      | 8      | 38,46      |
| Pisa          | Italia | 2007         | 2009             | 81     | 31     | 24     | 26     | 38,27      |
| Bari          | Italia | 27 June 2009 | 10 February 2011 | 66     | 18     | 16     | 32     | 27,27      |
| Torino        | Italia | 6 June 2011  | 25 May 2016      | 216    | 85     | 64     | 67     | 39,35      |
| Italia        | Italia | 18 July 2016 | 13 November 2017 | 16     | 9      | 4      | 3      | 56,25      |
| Total         | Total  | Total        | Total            | 435    | 171    | 126    | 138    | 39,31      |